# Gütschbahn
| Die alte Drahtseilbahn (1885) |                     |                        |             |
| Fahrplanfeld: | 2510 (früher: 1510) |                        |             |
| Streckenlänge: | 0.173 km            |                        |             |
| Spurweite: | 1000 mm (Meterspur) |                        |             |
| Maximale Neigung: | 485.5 ‰             |                        |             |
| |                     |                        |             |
| \| \| \| Buslinien \| \| \| \| \| Luzern, Gütsch \| 435 m ü. M.[1] \| \| \| \| \| \| \| \| \| Luzern, Château Gütsch \| 519 m ü. M.[1] \| \| \| \| Gütsch, Gütschwald \| 523 m ü. M. \| |                     |                        |             |
| |                     | Buslinien              |             |
| Kopfbahnhof Streckenanfang |                     | Luzern, Gütsch         | 435 m ü. M. |
| Strecke |                     |                        |             |
| Kopfbahnhof Streckenende |                     | Luzern, Château Gütsch | 519 m ü. M. |
| |                     | Gütsch, Gütschwald     | 523 m ü. M. |

Die Gütschbahn (auch Gütschlift, vormals als Drahtseilbahn Gütsch, abgekürzt DBG bezeichnet) ist ein Doppelschrägaufzug in der Schweizer Stadt Luzern. Sie führt von der Baselstrasse im Luzerner Untergrund in gerader Linienführung zum Hotel Château Gütsch. Die ursprüngliche zweigleisige Standseilbahn wurde durch die Bell Maschinenfabrik in Kriens von 1881 bis 1884 zusammen mit dem Hotel zu dessen Erschliessung erbaut. Sie war während der gesamten Betriebsdauer in den Jahren 1884 bis 2008 für die Allgemeinheit zugänglich. Der auf dem Trassee der ehemaligen Standseilbahn realisierte Schräglift nahm am 26. September 2015 den Betrieb auf.

## Geschichte

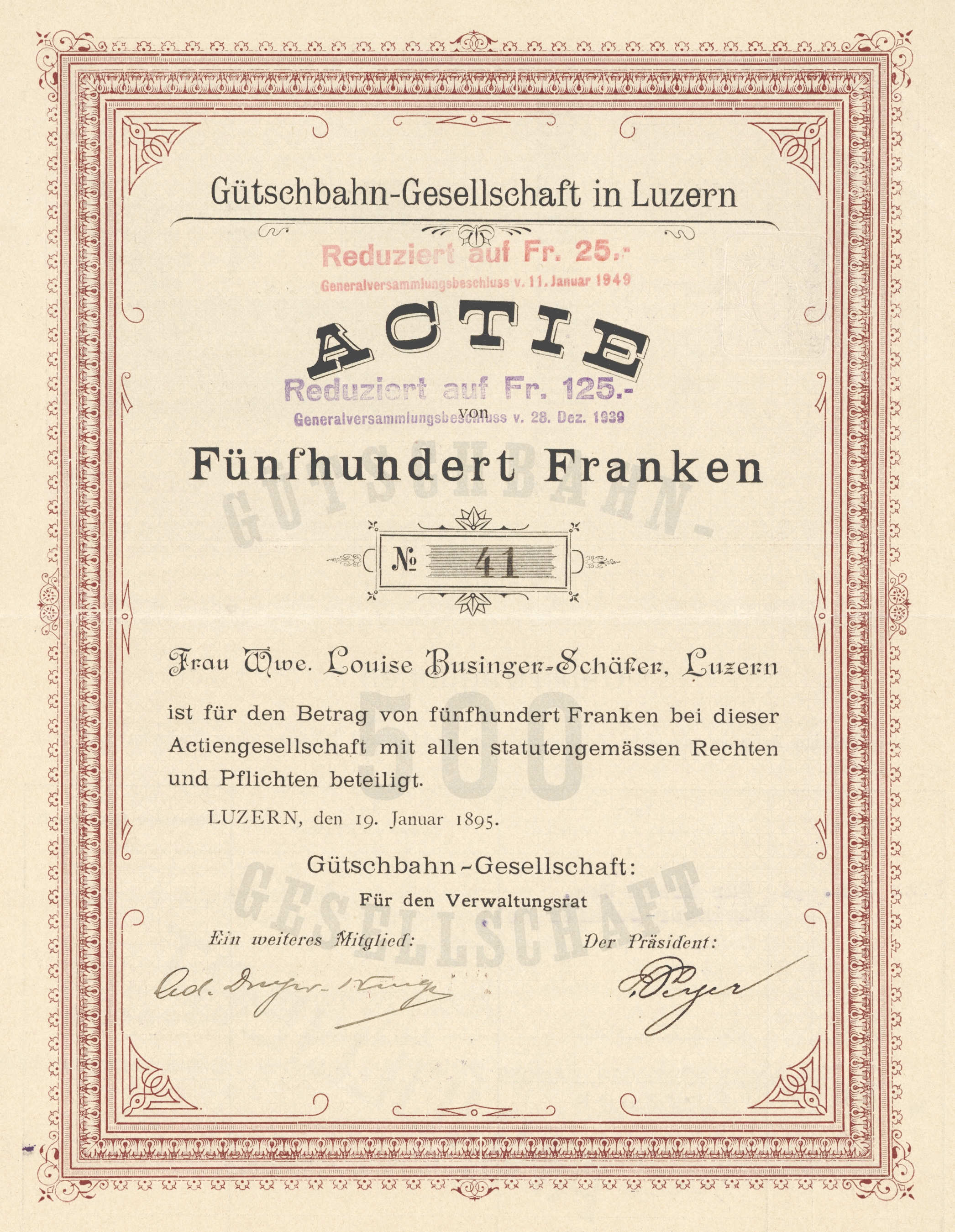
Aktie über 500 Franken der Gütschbahn-Gesellschaft vom 19. Januar 1895

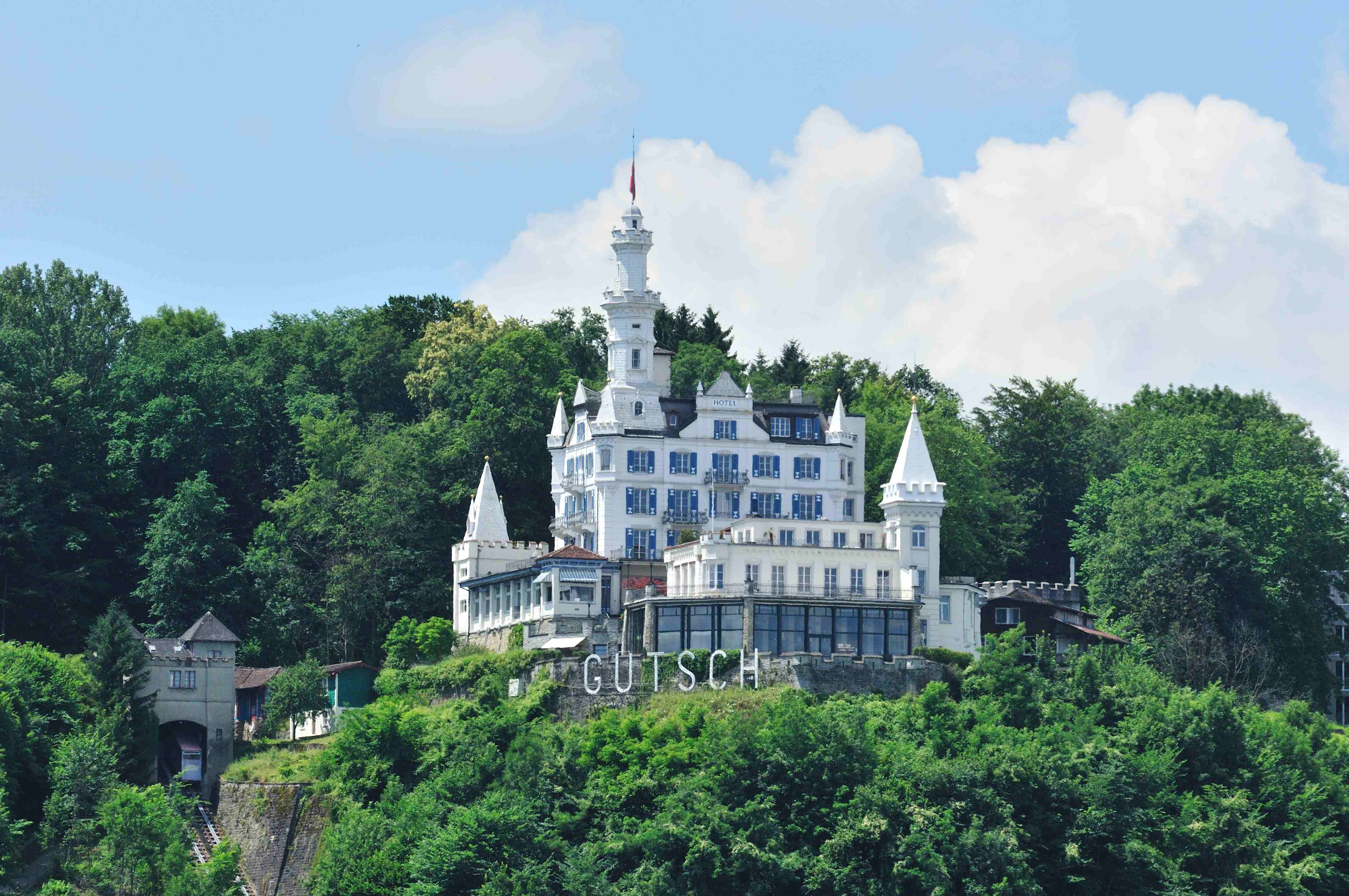
Das Château Gütsch mit der Bergstation und einem Wagen der alten Drahtseilbahn

Am 22. August 1884 wurde die von Johann Eduard Näf-Meier (1835–1899) erbaute und als Wasserballastbahn betriebene Gütschbahn eröffnet. Anfänglich verkehrte die Standseilbahn mit ihren Sommerwagen nicht ganzjährig.
Mit der Verlegung der Zufahrt zum Bahnhof Luzern im Zusammenhang mit dem Bau des zweiten Bahnhofes wurde die Gütschbahn 1897 verlängert. Die Talstation befindet sich seit diesem Zeitpunkt aus der Sicht der Baselstrasse nicht mehr hinter der Bahnstrecke Emmenbrücke–Luzern, sondern darunter.
Wegen mehrerer Erdrutsche war die in einem Einschnitt liegende Bahn von 1943 bis 1948 nicht in Betrieb. Ab 1961 verkehrte sie nach dem Umbau auf elektrischen Betrieb ganzjährig. Von 1974 bis 1975 war der Betrieb wiederum wegen Erdrutschen längere Zeit unterbrochen. Ab 1990 verkehrte die Gütschbahn nach einer umfassenden Revision durch das Unternehmen Kündig automatisch.
Am 21. April 2008 verkehrte die Gütschbahn als Standseilbahn nach einem Besitzerwechsel überraschend zum letzten Mal.
Die alte Gütschbahn wurde 2015 durch zwei moderne Schrägaufzüge der Firma Inauen-Schätti aus Dallenwil ersetzt. Die Fahrt im Schrägaufzug dauert eineinhalb Minuten. Die beiden Kabinen fassen jeweils 8 Personen und fahren unabhängig voneinander auf Parallelgeleisen.

## Hotel Château Gütsch

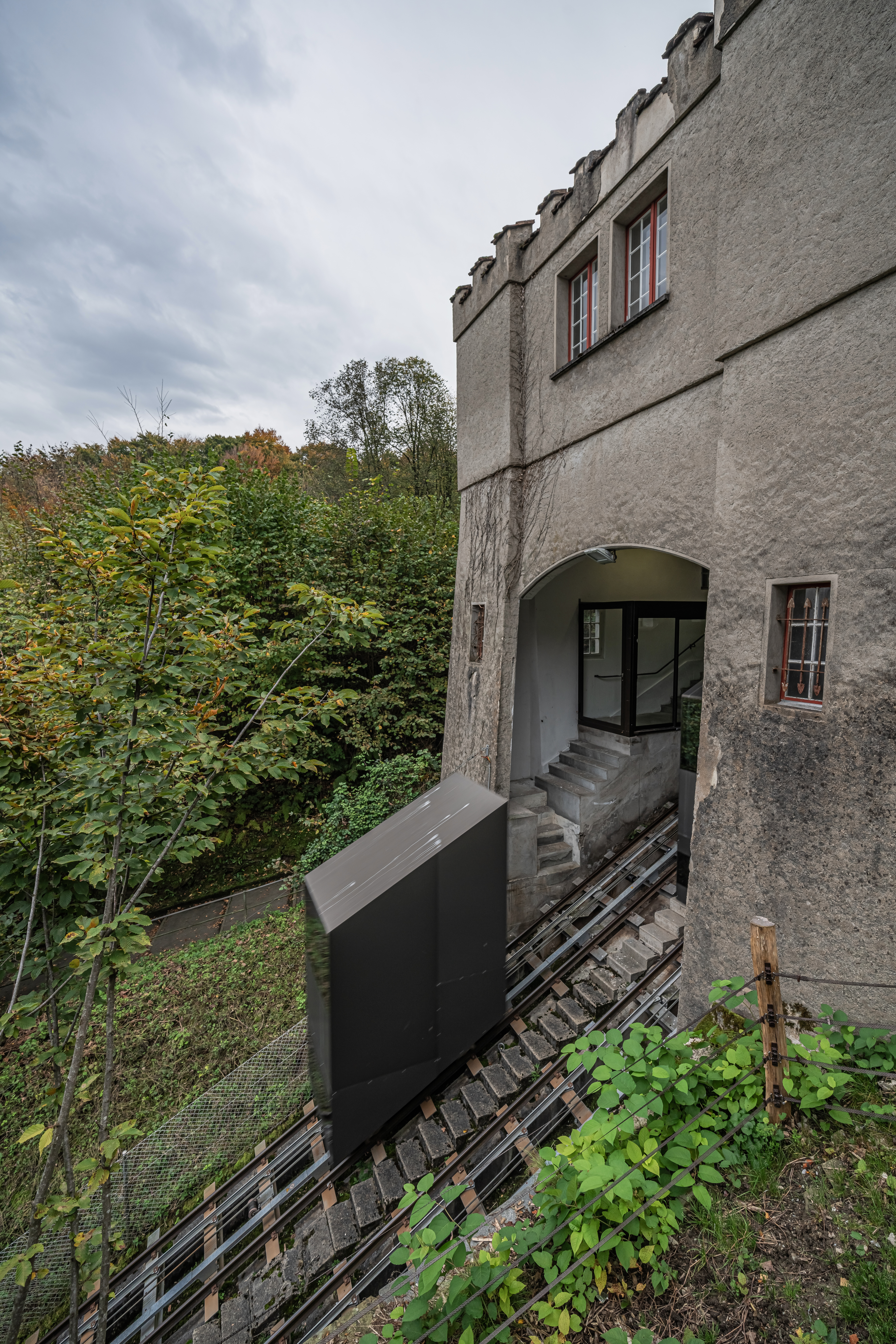
Die Bergstation der Gütschbahn

Die Geschichte der Gütschbahn ist eng verknüpft mit derjenigen des Hotels Château Gütsch. Die Gütschbahn war während der gesamten Zeit ein eigenständiges Unternehmen, das sich anfänglich teilweise, dann aber vollständig im Besitz der Hoteleigner befand.
Es war zur damaligen Zeit nicht unüblich, Hotels mit eigenständigen oder betriebseigenen Standseilbahnen zu versehen. So erschliesst in der Zentralschweiz beispielsweise die Bürgenstock-Bahn (BB) nach ihrer Erneuerung wieder von Kehrsiten am Vierwaldstättersee den sich auf dem Bürgenstock befindenden Hotelkomplex. Die Fürigenbahn (FüB) erschloss von Ostern 1924 bis Ende Oktober 2005 das Hotel Fürigen mit dem dazugehörenden Strandbad in der Harissenbucht bei Stansstad. Auch das Hotel Montana in Luzern war ursprünglich mit einer Standseilbahn erschlossen, welche 1987 durch einen Schrägaufzug ersetzt wurde.
Das Hotel Château Gütsch wurde vom Luzerner Architekten Emil Vogt nach dem Vorbild des Schlosses Neuschwanstein erbaut. Als Jahr der Fertigstellung gilt 1888. Das Hotel wird seit Jahrzehnten als qualitativ hochstehendes Hotel betrieben.